# بریدوییه
بریدوییه، روستایی از توابع بخش خَبر شهرستان بافت در استان کرمان ایران است.

## جمعیت
این روستا در دهستان دشتاب قرار دارد و براساس سرشماری مرکز آمار ایران در سال ۱۳۸۵، جمعیت آن ۲۵۰ نفر (۴۸خانوار) بوده‌است.